# Sareciclina
A sareciclina é um antibiótico usado para tratar a acne. Especificamente, é usado para acne moderada a grave do tipo não nodular. É tomado por via oral.
Os efeitos secundários comuns incluem náusea. Outros efeitos secundários podem incluir queimaduras, tonturas ou colite pseudomembranosa. O uso durante a gravidez pode prejudicar o bebé. Está na classe das tetraciclinas.
A sareciclina foi aprovada para uso médico nos Estados Unidos em 2018.